# 林晓轩
林晓轩（1965年2月—），福建莆田人，中华人民共和国政治人物。

## 生平
毕业于华东师范大学工学硕士，1989年2月进入中国工商银行工作。2001年2月，担任工商银行技术保障部副总经理、信息科技部总经理、信息科技业务总监兼信息科技部总经理、首席信息官兼信息科技部总经理、首席信息官。2015年6月，任中国农业银行党委委员、副行长（时任董事长刘士余）。2016年12月辞去公职。2017年1月，进入中国民生银行工作，任民生银行首席信息官。2017年8月22日，因涉嫌严重违纪，接受组织审查。8月28日解聘。